# Pritchardia waialealeana
Espèce
Statut de conservation UICN

 VU A2ce, B1+2abcde, D1 : Vulnérable
 (1998 - needs updating) 
Pritchardia waialealeana est une espèce de plantes de la famille des Arecaceae.

## Répartition et habitat
Cette espèce est endémique de l'île Kauai. On la trouve dans les forêts humides entre 450 and 800 m d'altitude.

## Publication originale
- Principes 32: 135, f. 1–3. 1988.